# 葉儒林
葉儒林（1385年—？），字子賢，浙江台州府寧海縣人，明朝政治人物。同進士出身。

## 生平
應天府鄉試第八十五名。宣德五年（1430年）丁丑科會試第三十七名，殿試登進士第三甲第二十四名。官雲南道監察御史。

## 家族
曾祖葉士忠。祖父葉谷才，永豐縣知縣。父葉原貞。